# 西条警察署
西条警察署（さいじょうけいさつしょ）は、愛媛県警察が管轄する警察署の一つである。

## 所在地
- 愛媛県西条市新田133番地1

## 管轄区域
- 西条市（愛媛県西条西警察署及び愛媛県今治警察署の管轄区域を除く）
- 新居浜市のうち県道壬生川新居浜野田線以北で岩鍋川左岸以西の地区

## 組織
- 警務課 - 警務係、被害者支援係、警察相談係、留置係
- 会計課 - 会計係
- 生活安全課 - 生活安全係、申請許可係、少年係、警察相談係
- 地域課 - 地域係、通信指令係、地域指導係、自動車警ら係
- 刑事課 - 指導係、捜査係、鑑識係
- 交通課 - 指導係、交通係、交通機動係
- 警備課 - 警備係

## 交番
（ ）の中は所在地
- 三本松交番（西条市神拝甲511番地130）
- 駅前交番（西条市大町796番地2）

## 駐在所
（ ）の中は所在地
- 玉津駐在所（西条市下島山甲451番地2）
- 飯岡駐在所（西条市飯岡2131番地4）
- 神戸駐在所（西条市洲之内甲184番地5）
- 氷見駐在所（西条市氷見乙799番地）

## 警察官連絡所
- 釜之口警察官連絡所（西条市中野甲1269番地9）
- 橘警察官連絡所（西条市楢木151番地3）